# Farid Gallouze
 (août 2015).
Farid Gallouze est un boxeur français né le 18 mars 1958 à Paris.

## Carrière amateur
Farid Gallouze a effectué 81 combats dans les rangs amateurs. Il intègre rapidement l'élite de la boxe amateur française et devient membre de l'équipe de France. Il rejoint le bataillon de Joinville en 1977 et l'équipe de France militaire.

## Carrière professionnelle
Après 6 ans chez les amateurs, Farid Gallouze passe indépendant puis professionnel en 1980 à l'âge de 22 ans. Il effectuera 29 combats, il remportera 15 victoires dont 5 par KO contre 10 défaites et 4 matchs nuls. Il rencontre les meilleurs boxeurs européens comme Roy Somer, Kamel Djadda, le champion d'Europe Jean-Marc Renard et le champion du monde WBO Daniel Londas.
Il devient champion de France des plumes à Bourges le 25 mai 1984 en battant aux points le champion en titre Philippe Martin puis bat le champion d'Espagne Luis de las Sagras en 8 rounds à Orléans le 20 octobre 1984. Farid devient alors no 1 européen et challengeur officiel au titre continental.
Avant de disputer le championnat d'Europe EBU, il part affronter la légende du Muay Thaï reconverti à la boxe anglaise, le champion du Monde WBC Samart Payakaroon, en Thaïlande à Bangkok, où il s'inclinera sur blessure au 4e round le 9 novembre 1984.
Le 26 mars 1985, il affronte Barry McGuigan à Wembley pour le titre européen des poids plumes. Farid Gallouze s'incline à la 2e reprise par jet de l'éponge après 2 knockdowns. Une victoire facile pour le membre de l'International Boxing Hall of Fame qui a déjà dans sa ligne de mire le titre mondial.
Farid Gallouze fera son troisième et dernier championnat de France face à Marc Amand le 21 mars 1986, combat qu'il perd par arrêt de l'arbitre au 9e round. Il mettra un terme à sa carrière en 1988 après un dernier combat face au futur champion d'Europe Christian Merle.